# Tswanaland
| Tswanaland                               | Tswanaland                                 |
| ---------------------------------------- | ------------------------------------------ |
|                                          |                                            |
| Hauptstadt                               | keine                                      |
| Größe                                    | 1554 km²                                   |
| Einwohner                                | 9992 (1960)                                |
| Staatsform                               | Homeland                                   |
| Vorsitzender des Exekutivrates           | 1980–1989: Constance Letang Kgosiemang     |
| Gründung                                 | 1968                                       |
| Auflösung                                | Mai 1989 (vor der Unabhängigkeit Namibias) |
| Währung                                  | Südafrikanischer Rand                      |
| Autokennzeichen                          | SWA                                        |
| Lage des ehemaligen Homelands Tswanaland |                                            |

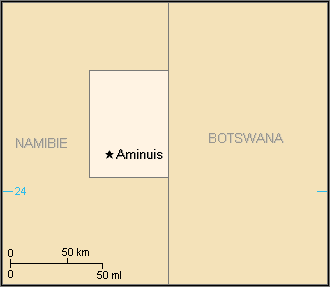
Karte vom erweiterten Tswanaland

Tswanaland war ein Homeland in Südwestafrika (heute Namibia), das während der Zeit der Apartheid-Politik einen gewissen Autonomiestatus bekam. Eine offizielle Hauptstadt gab es nicht; Verwaltungssitz war Aminuis. 
Auf dem Gebiet des ehemaligen Homelands leben auch heute (Stand März 2020) noch vor allem Tswana.
Wie die anderen Homelands in Südwestafrika wurde Tswanaland im Jahre 1989, kurz vor der Unabhängigkeit Namibias, aufgelöst.

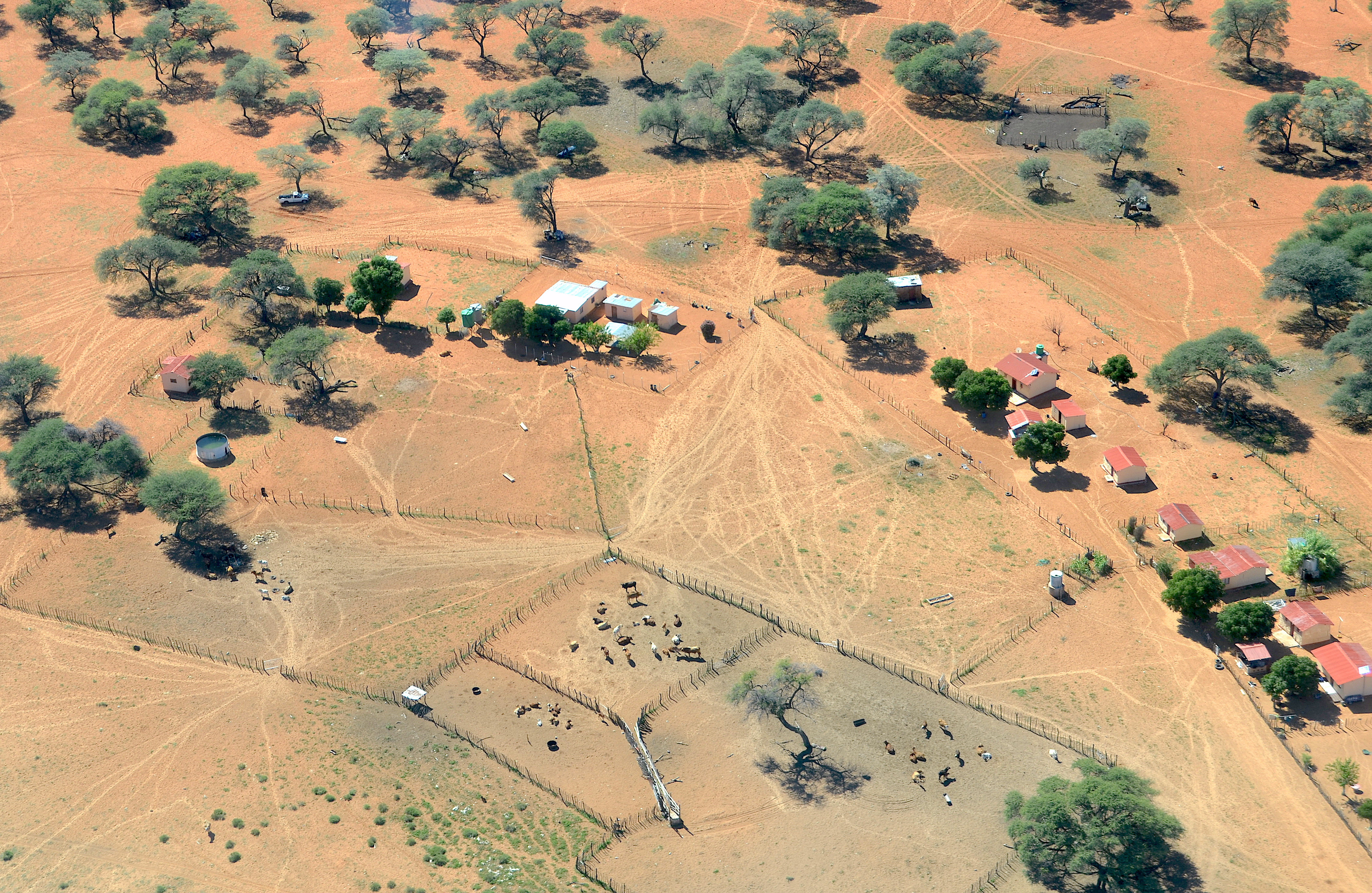
Aroams Oos im Tswanaland (2017)

## Ausdehnung
Auf einer Fläche von 1554 Quadratkilometern lebten 1960 etwa 10.000 Menschen. Das Gebiet liegt an der Grenze zu Botswana. Dieses ursprüngliche Gebiet hatte eine Nord-Süd-Ausdehnung von 95,5 km und eine Ost-West-Ausdehnung von ca. 16,3 km. Aminuis lag außerhalb dieses relativ schmalen Landstreifens. Der Odendaal-Plan sah zudem eine Erweiterung des Tswanalands nach Westen vor. Mit dem im Plan aufgeführten Non-White-Reserve umfasst das Gebiet eine Fläche von rund 7200 Quadratkilometern und schließt Aminuis ein.